# Ужпаляй
Ужпаляй (старое название Ушполь; лит. Užpaliai, пол. Użpol, Uszpole) — местечко в Утенском уезде Литвы, административный центр Ужпальского староства.
Ужпаляй расположен на левом берегу речки Швянтойи. Считается, что наименование Ужпаляй происходит из сочетания лит. uz+palios («за+болота»), то есть место, находящееся за болотами.
В городе работает Ужпальская гимназия, основанная в 1781 году.

## История
Ушполь известен со времён Речи Посполитой как местечко Вилькомирского повета Виленского воеводства. В 1765 году в Ушполе числилось 109 евреев, а в местностях, подчиненных ушпольскому кагалу, 70 евреев.
Затем — местечко Вилькомирского yезда Ковенской губернии, при реке Свенте (Швянтойи), в 16 верстах от станции железной дороги Уцяны (Утена). Известно с XV века, жителей — 2208.
По ревизии 1847 года «Ушпольское еврейское общество» состояло из 515 душ. По переписи 1897 года жителей — 740, среди них 691 еврей (93,4 %).

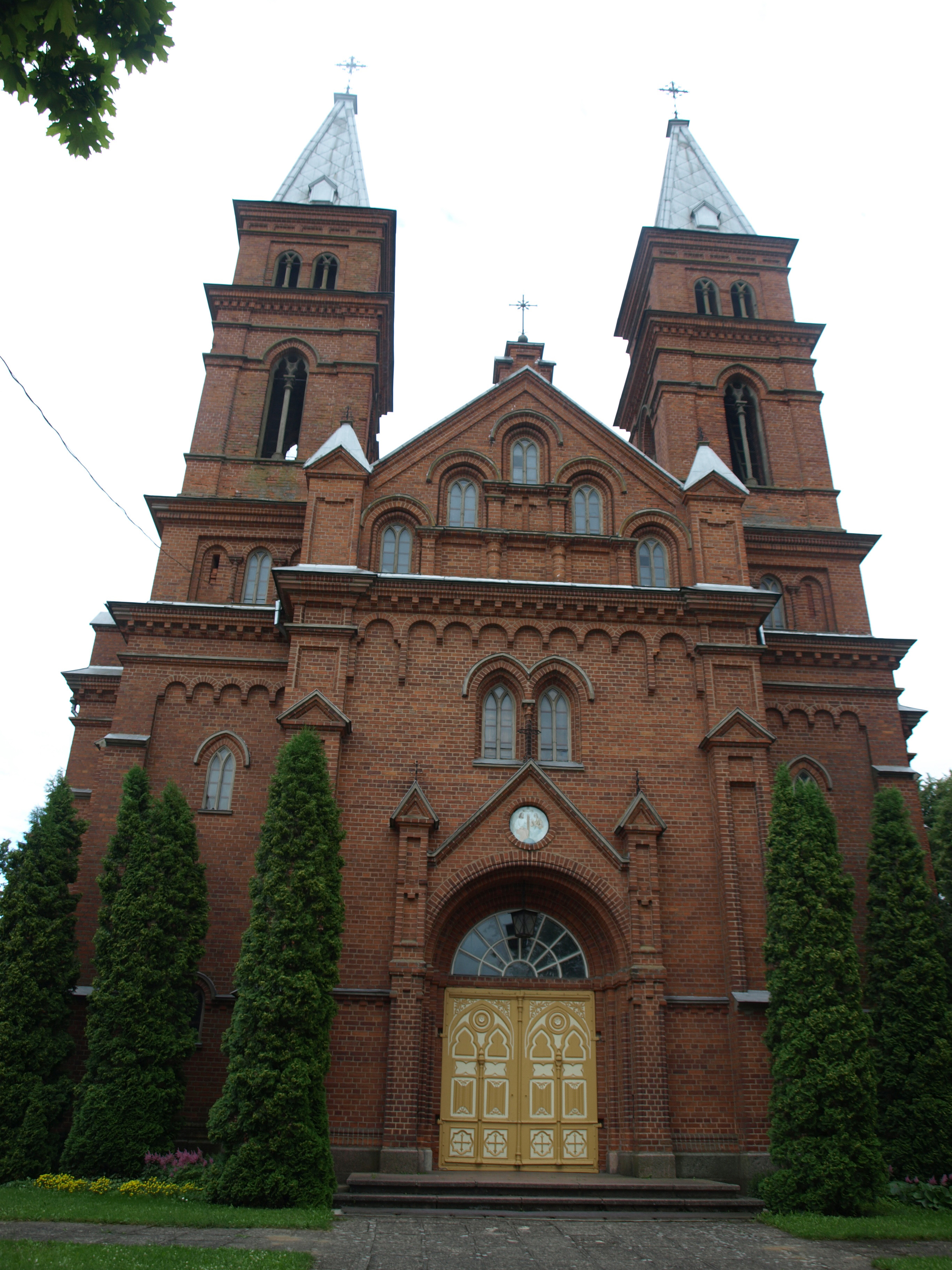
Троицкая церковь в Ужпаляе

## Достопримечательности
- Троицкая церковь в Ужпаляе[лит.] (1898 год)
- Свято-Николаевская церковь в Ужпаляе[лит.] (1872 год)[2]
- Святой источник Крокуле[3]
- Откос Конгломерат[лит.] — геологический памятник природы